# Tomás Mejías
Tomás Mejías Osorio (Madrid, 1989. január 30.) spanyol korosztályos válogatott labdarúgó, a Ceuta játékosa.

## Pályafutása
A CD Coslada csapatában nevelkedett, mielőtt 2011. július 1-jén a Real Madrid C.F. akadémiájára került. 2007-2009 között a Real Madrid C csapatába lépett fel, de már 2008-ban a Real Madrid Castilla csapatában is bemutatkozott. A Real Madrid C.F. csapatában 2011. május 10-én debütált a Getafe CF ellen megnyert (4-0) mérkőzésen.

## Sikerei, díjai

### Klub
- Real Madrid:
  - La Liga: 2011–12
  - Spanyol kupa: 2010–11
- Real Madrid Castilla:
  - Segunda División B: 2011–12
- Spanyol U20:
  - Mediterrán Játékok: 2009